# Algie Knoll
Algie Knoll är en kulle i Antarktis. Den ligger i Östantarktis. Nya Zeeland gör anspråk på området. Toppen på Algie Knoll är 400 meter över havet.
Terrängen runt Algie Knoll är kuperad åt nordost, men åt sydväst är den platt. Trakten är obefolkad. Det finns inga samhällen i närheten.